# Kike Farro
Alejandro Humberto Farro Mendoza (Chiclayo, 24 de noviembre de 1963), conocido por su nombre artístico Kike Farro, es un cantante peruano de cumbia, exmiembro de las bandas musicales Grupo 5 y Caribeños de Guadalupe.

## Biografía
Alejandro Humberto Farro Mendoza nació el 24 de noviembre de 1963 en Chiclayo, proveniente de una familia de clase baja.[cita requerida] En sus primeros años, Farro participó en las actuaciones de su colegio probando sus dotes por el canto, interpretando las canciones del fallecido cantante de nueva ola y balada romántica Sandro.
Comenzó su carrera artística desde muy joven integrando a diferentes orquestas como Grupo 5[cita requerida] y tras su retiro del dicho conjunto, se unió al conjunto Caribeños de Guadalupe en 1998, la cual se mantuvo por dieciséis años de actividad, además de haber compartido escenario con otros cantantes de trayectoria como Tommy Portugal, Josimar, Edwin Alcántara, Darwin Torres y Esaúd Suárez.[cita requerida] Con Caribeños, Farro fue intérprete de los temas musicales «Amor de millonario», «Mal amigo» y «El solitario» teniendo una gran aceptación por su desempeño musical, convirtiéndose así en la pieza clave del grupo.[cita requerida] Sin embargo, anunció su retiro por motivos personales en marzo de 2011. Según en una entrevista, Farro afirmó que fue detectado con tumor en el paladar, que sería la causa de su salida de la banda de los hermanos Aspiricueta. Fue operado en agosto de 2010 a través de una biopsia con éxito.
En el año 2014 Farro vuelve a trabajar con Grupo 5, donde sacó el nuevo tema musical «Cobarde» y las versiones de «Mix Valentina», «Mix Chulla Vida», «Mix Así se goza» y «Alimaña», siendo ésta tercera quién sería interpretada tiempo después por el también cantante Christian Yaipén tras su salida del elenco musical.[cita requerida] Además, Farro estuvo en negociaciones para formar parte del nuevo elenco musical Los 5 de Oro en 2017 sin éxito. Farro continuó trabajando en la orquesta de la familia Yaipén hasta su retiro en mayo de 2020 cuando anuncia su regreso a Caribeños por un breve tiempo.
Fuera de su faceta musical, Farro contrajo matrimonio con Muriel Guerrero en 2019, en compañía de familiares y amigos en privado.
Tras terminar sus proyectos en los grupos musicales, a finales del año 2022, Farro anuncia su faceta como solista de manera oficial con su propio grupo musical «Kike Farro & Orquesta» y bajo el apelativo de «el Caballero de la Cumbia Peruana». Recibió la colaboración del cantautor peruano Estanis Mogollón y lanzó su propio tema musical en solitario «Modo avión» junto a Marco Antonio Guerrero en febrero de 2023. Ya para 2021, Farro comenzó las colaboraciones con el exvocalista de Agua Marina, Víctor Romero, para lanzar los temas recopilatorios «Mix Cuarteto Continental» y «Mix Muñeca de Loza».[cita requerida]

## Discografía

### Álbumes con Grupo 5
- 2015: «Apostemos que me caso»
- 2017: «Élmer vive»
- 2020: «Élmer vive (En vivo)»
- 2020: «El ritmo de mi corazón (Recopilatorio)»

#### Canciones
- «El teléfono»
- «Apostemos que me caso»
- «Alimaña»
- «Mix Chulla vida»[9]
- «Mix Así se goza»
- «Con la misma moneda»[13]
- «Qué pena»
- «La revancha»
- «Cobarde»
- «Mix Valentina»[14]
- «Parranda la negrita»

### Álbumes en solitario
- 2022: «Kike Farro & Orquesta»
- 2023: «Modo avión»

#### Canciones
- «Modo avión» (con Marco Antonio Guerrero)[2]
- «Mix Muñeca de Loza» (con Víctor Romero)
- «Mix Cuarteto Continental» (con Víctor Romero)
- «Mix Chelero»[cita requerida]
- «Déjala ir»
- «El solitario»[cita requerida]
- «Alma enamorada» (con Lucho Paz)